# 大和村立北小学校名皿部分校
大和村立北小学校名皿部分校（やまとそんりつ きたしょうがっこう　なさらべぶんこう）は、かつて岐阜県郡上郡大和村（現・郡上市）に存在した公立小学校の分校。

## 概要
- 大和村立北小学校の分校であり、大和町名皿部（現・郡上市大和町名皿部）が校区であった。1965年時点の児童数は9名。
- 元々は大和村立西小学校の分校であったが、1958年大和村の校区変更により、大和北小学校の分校となった。

## 沿革
名皿部村は、学制発足時は万場村の万場義校への通学であった。
- 1882年（明治15年） - 名皿部村が万場義校から離脱し、名皿部学校を開校。
- 1886年（明治19年） - 名皿部簡易科小学校に改称する。後に名皿部尋常小学校に改称する。
- 1897年（明治30年）4月1日 - 名皿部村、有坂村、島村、落部村と合併し西川村が発足。
- 1905年（明治38年） - 西川尋常高等小学校に統合され、名皿部分教場となる。
- 1941年（昭和16年）4月1日 - 西川国民学校名皿部分教場に改称する。
- 1947年（昭和22年）4月1日 - 西川村立西川小学校名皿部分校に改称する。
- 1951年（昭和26年） - 校舎を新築する。
- 1955年（昭和30年）3月28日 - 西川村、弥富村、山田村が合併し、大和村が発足。同時に大和村立西川小学校名皿部分校に改称する。
- 1956年（昭和31年）4月 - 大和村立西小学校名皿部分校に改称する。
- 1958年（昭和33年）4月 - 西小学校から北小学校に移り、大和村立北小学校名皿部分校に改称する。
- 1967年（昭和42年）4月 - 廃校。